# Transports publics fribourgeois
Transports publics fribourgeois, también conocida por sus siglas TPF, es una operadora privada de transportes públicos del Cantón de Friburgo, en Suiza. Opera y explota varias líneas ferroviarias tanto de ancho estándar como de ancho métrico y líneas de autobuses en el Cantón de Friburgo, así como las redes de autobuses urbanos de las ciudades de Bulle y Friburgo.

## Historia
La compañía nació el 1 de enero de 2000 como fruto de la fusión de las compañías Chemins de fer Fribourgeois Gruyère-Fribourg-Morat (GFM) con Transport en commun de Fribourg (TF).

## Enlaces
- Sitio oficial

- Datos: Q609332
- Multimedia: Transports publics fribourgeois / Q609332